# ALKS AJP Gorzów Wielkopolski
ALKS AJP Gorzów Wielkopolski – klub sportowy z sekcją lekkoatletyczną, działający przy Akademii im. Jakuba z Paradyża w Gorzowie Wielkopolskim.

## Osiągnięcia

### Medale mistrzostw Polski seniorów zdobyte przez zawodników ALKS AJP
| Rok  | Data          | Miejsce             | Złoty medal | Srebrny medal | Brązowy medal | Medale razem |
| ---- | ------------- | ------------------- | ----------- | ------------- | ------------- | ------------ |
|      |               | Razem:              | 4           | 2             | 3             | 9            |
| 2024 | 27–29 czerwca | Bydgoszcz           | 1           | 1             | 1             | 3            |
| 2023 | 27–29 lipca   | Gorzów Wielkopolski | 2           | 0             | 1             | 3            |
| 2022 | 9–11 czerwca  | Suwałki             | 1           | 1             | 0             | 2            |
| 2021 | 24–26 czerwca | Poznań              | 0           | 0             | 1             | 1            |

### Medale halowych mistrzostw Polski seniorów zdobyte przez zawodników ALKS AJP
| Rok  | Data         | Miejsce | Złoty medal | Srebrny medal | Brązowy medal | Medale razem |
| ---- | ------------ | ------- | ----------- | ------------- | ------------- | ------------ |
|      |              | Razem:  | 4           | 5             | 0             | 9            |
| 2025 | 22–23 lutego | Toruń   | 0           | 1             | 0             | 1            |
| 2024 | 17–18 lutego | Toruń   | 1           | 1             | 0             | 2            |
| 2023 | 18–19 lutego | Toruń   | 1           | 1             | 0             | 2            |
| 2022 | 5–6 marca    | Toruń   | 2           | 1             | 0             | 3            |
| 2021 | 20–21 lutego | Toruń   | 0           | 1             | 0             | 1            |

## Lekkoatleci
Zawodnikami klubu obecnie są m.in. Nikola Horowska, Cyprian Mrzygłód i Łukasz Żok, a wychowanką – Natalia Kaczmarek.